# Saint Stapin
Saint Stapin (en latin Stapinus), ou Étienne, voire Estève, né au VIIe siècle au hameau d'En Lanet près de Dourgne, mort vers 720 à Dourgne, était un ermite devenu évêque de Carcassonne. Reconnu saint, il est fêté le 6 août. 

## Hagiographie
Il n’existe aucune source historique fiable sur la personne de Stapin. Le hameau d'En Lanet conserve le souvenir de sa naissance dans un lieu appelé Les Mirgues ou Les Mourgues. Un morceau de terrain inexploité situé au milieu des champs porte encore le nom de "Camp de Sant Estapi". Il y a un puits qui est censé donner la fertilité aux femmes désireuses d'être mères.
Stapin a choisi une vie d'ermite dans un lieu désert appelé St. Ferréol situé au sud-est de Dourgne sur le roc de l'Abbade, sur lequel se trouve aujourd'hui un monument qui a été construit peu après la fin de la Seconde Guerre mondiale et qui porte une statue placée depuis 1889. Stapin se fit connaître pour ses longues heures de prières - un rocher est supposé avoir gardé la trace de ses genoux - et ses capacités à guérir les maux des jambes. 
Vers l'an 685, il fut invité à devenir évêque de Carcassonne, mais cette pensée l'effraya. Il était recherché à Dourgne, mais caché dans les grottes de la région, notamment dans le Trou Cruzel. Mais à la fin, il a suivi l'appel. Sur son chemin entre Dourgne et Carcassonne, il fit une halte à Ventenac-Cabardès, un petit village de l'Aude qui le vénère encore aujourd'hui.
Il aurait quitté son poste quelques années avant sa mort pour retourner dans les montagnes de Dourgne.
Selon une autre interprétation, il aurait dû quitter son évêché entre 719 et 725 lors de la conquête de Carcassonne par les Maures.
Le village de Dourgne célèbre toujours son saint patron chaque année le 6 août, au jour supposé de sa mort.

## Étymologie
Bertrand de Vivies, conservateur des musées de Gaillac et auteur d'ouvrages, tire le nom Stapin du latin stare (se tenir debout), d'espie (relatif à étape), ou du verbe provençal estapiner (sautiller d’un pied sur l’autre ou sauter de pierre en pierre).  
Des listes épiscopales de Carcassonne font équivaloir Stapin à Stephan (de stephanos,  le « couronné »), dont vont dérivés Étienne, Estèphe et Estève.

## Culte

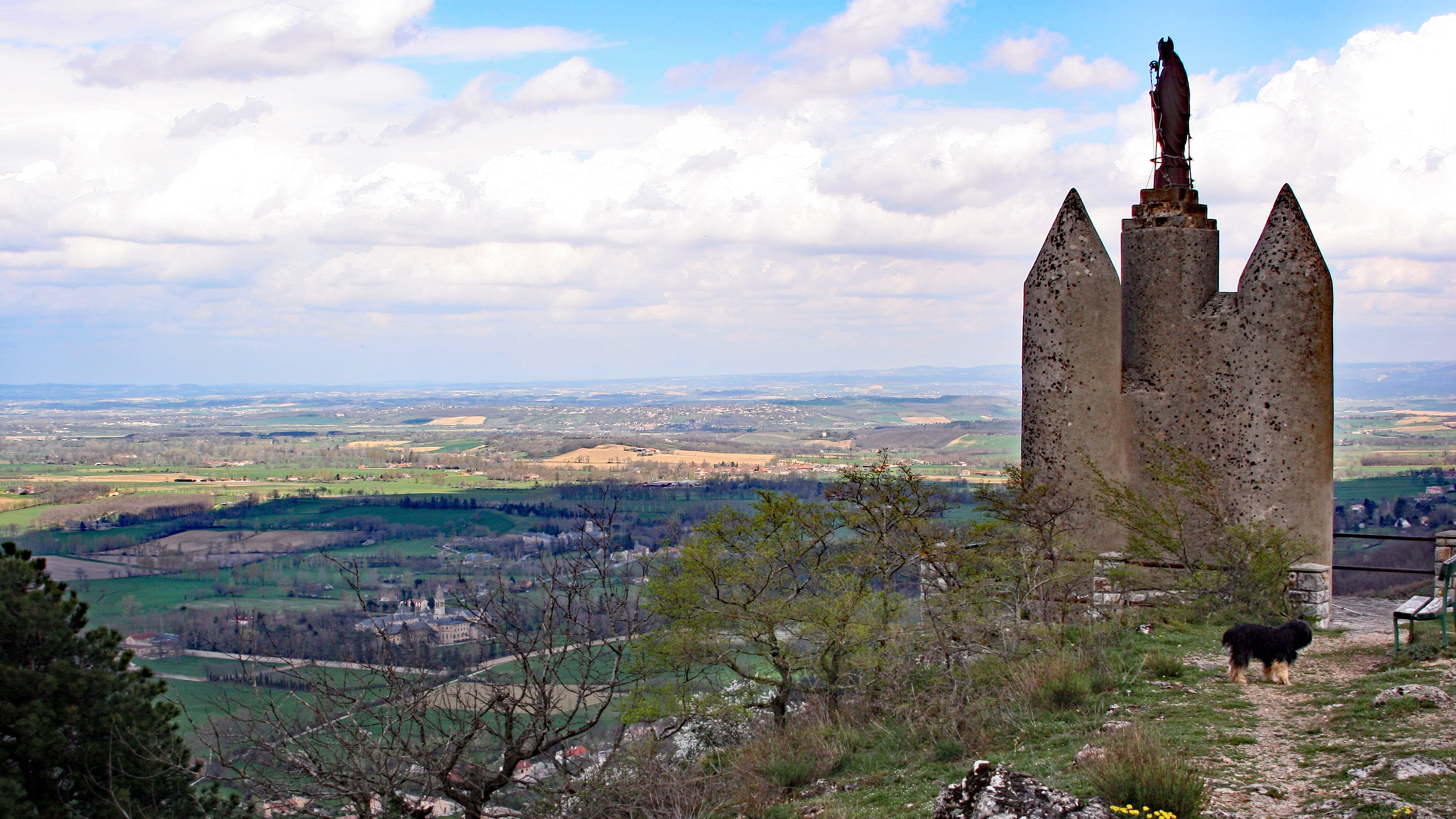
Le monument dédié à saint Stapin sur les hauteurs de Dourgne.

Il a été vénéré à l'époque médiévale et moderne dans plusieurs pays européens, surtout dans le sud de la France, en Belgique et en Allemagne, notamment en tant que protecteur des malades de la goutte. Son culte est  placé dans les Acta Sanctorum du XVIIe siècle. Toujours au XVIIe siècle, une chapelle lui était dédiée dans l'église Santa Maria Segreta des Pères somasques à Milan, et une autre à l'église du couvent des Augustins déchaussés de la Croix-Rousse à Lyon. C'est là qu'était établi la confrérie Saint-Stapin reconnue par un bref du pape Alexandre VII en 1661.
À Dourgne, des pèlerinages se sont pratiqués jusqu'à la fin du XIXe siècle. À proximité, il existe encore une chapelle dans les gorges du Taurou qui lui est dédiée. D'abord située au XIVe siècle dans le village à l’emplacement de l’église paroissiale actuelle, elle fut érigée sur la montagne en 1860, époque d'accroissement de vénération. Les textes, les cultes et la tradition orale contribuèrent à lier saint Stapin à trois autres saints : Macaire, Hippolyte (ou Chipoli) et Ferréol, parfois supposés être ses frères, respectivement associés à l'eau et au feu solaire, au vent, aux pierres et au tonnerre, et à la terre pour Stapin.
Quant à l’église paroissiale Saint-Pierre, elle abrite un buste-reliquaire qui remonte à la découverte d’une relique à la paroisse Saint-Denis de la Croix-Rousse à Lyon, et qui fournit à Dom Romain Banquet (de), fondateur de l’abbaye d'En-Calcat, l’occasion de se dévouer pour sa paroisse natale et pour son glorieux protecteur. Dom Romain, non content d’obtenir un fragment considérable de relique, procura à celle-ci un magnifique reliquaire, don d’une personne généreuse en août 1889.   
Stapin était généralement montré en évêque, parfois avec les pieds liés, rappelant ses interventions possibles en faveur des personnes souffrant des membres inférieurs : boiteux, infirmes ou malades de la goutte.